# 琥珀

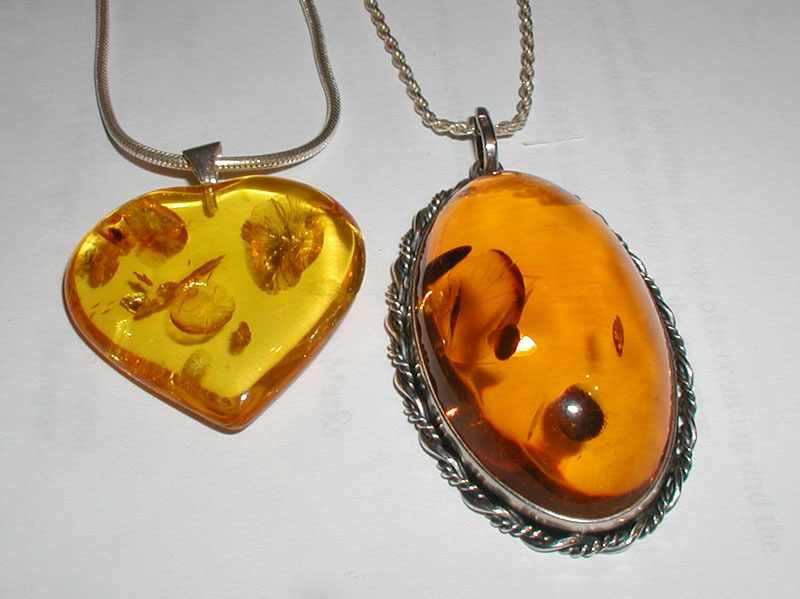
琥珀のペンダント

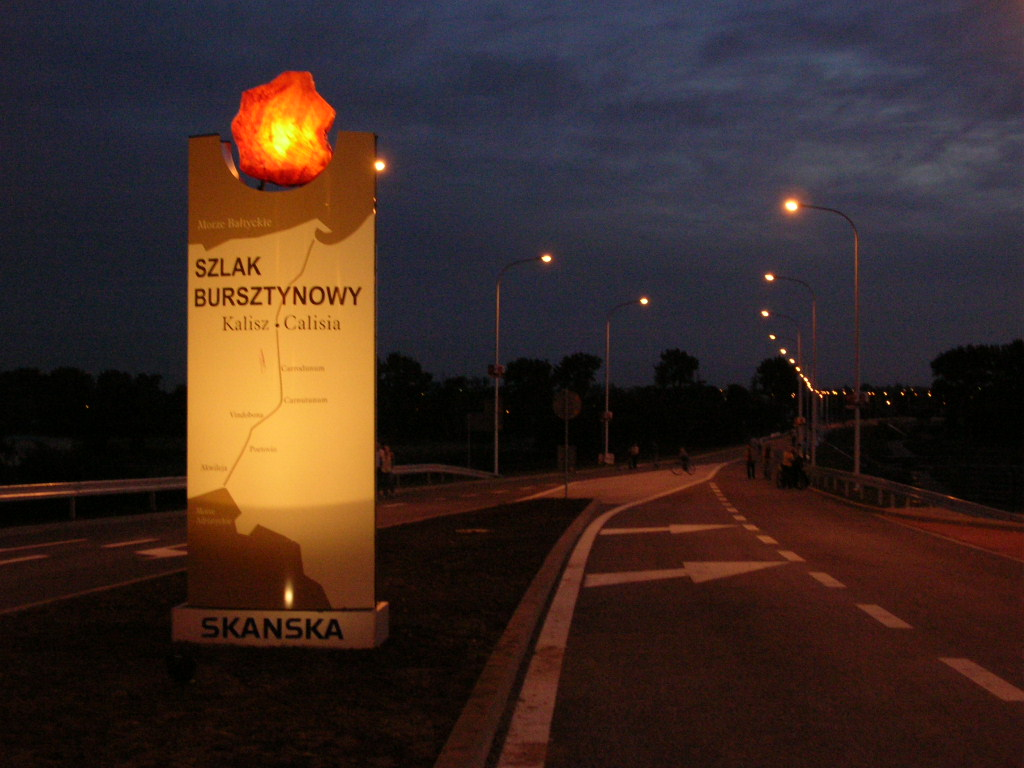
古代から続く琥珀の道（古代から琥珀市場が開かれていたポーランド、カリシュ市）

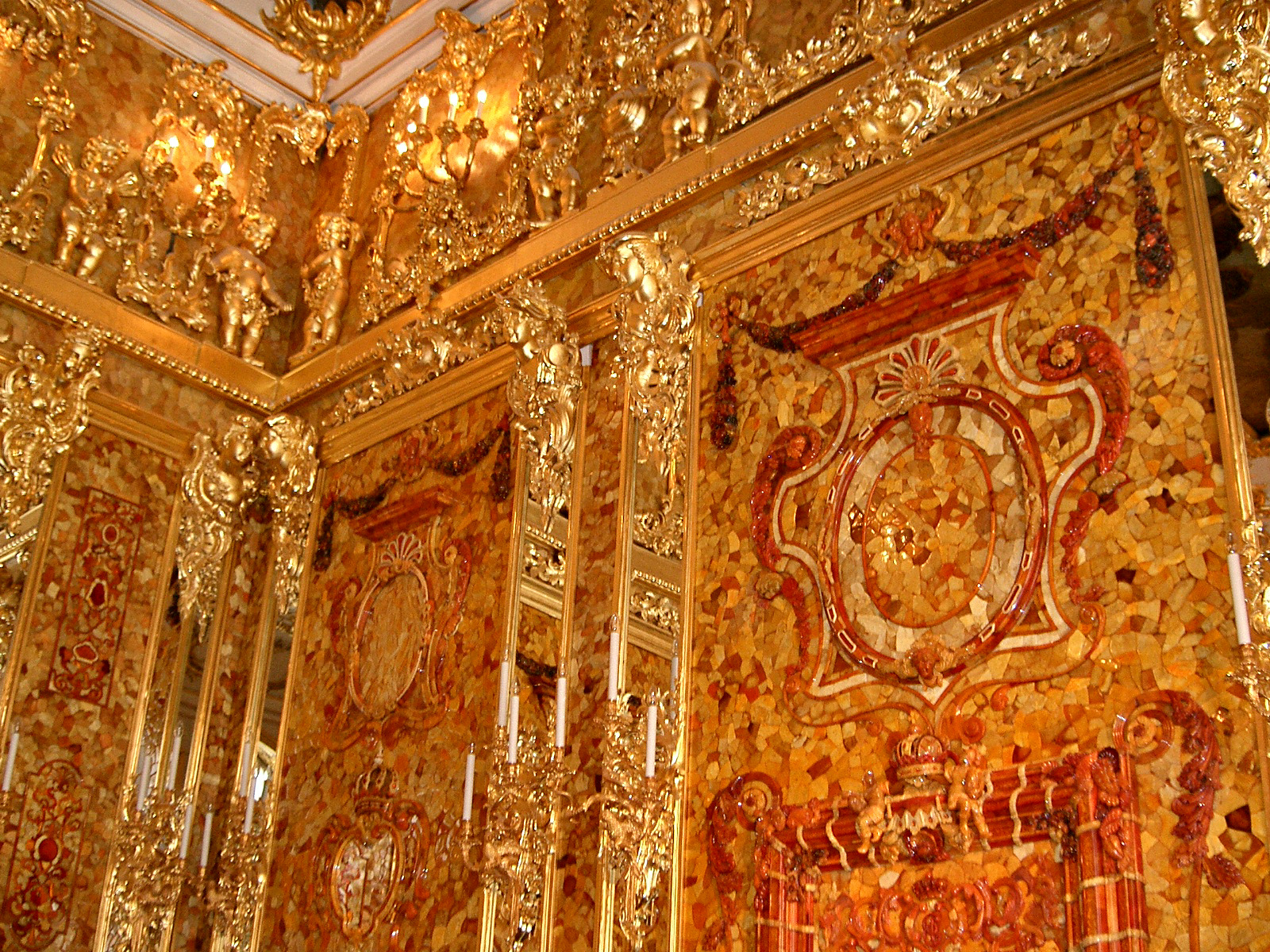
2003年に再建された、サンクトペテルブルク・エカテリーナ宮殿の「琥珀の間」

琥珀（こはく）またはコハク（英: amber、アンバー）は、天然樹脂の化石であり、宝石である。半化石の琥珀はコーパル（英: Copal）、加熱圧縮成形した再生コハクはアンブロイド（英: ambroid）という。
西洋でも東洋でも宝飾品として珍重されてきた。硬度は天然樹脂よりは硬く、色は飴色、黄色を帯びた茶色ないし黄金色に近い。

## 名称
「琥」の文字は、中国において虎が死後に石になったものだと信じられていたことに由来する。日本の産地である岩手県久慈市の方言では、「くんのこ(薫陸香)」と呼ばれる。
英名 amber はアラビア語: عنبر （ʿanbar、龍涎香）に由来する。
古代ギリシアではエーレクトロン（古希: ἤλεκτρον、ḗlektron）と呼ばれる。ただしこの語は金の合金や銀の合金を意味することもある。ἤλεκτρονは elector（古希: ἠλέκτωρ、ēléktōr）と関連があるとされた。ἠλέκτωρには、照らす太陽、四元素説の火、あるいは太陽神の一名という意味がある。
英語で電気を意味する electricity は琥珀を擦ると静電気を生じることに由来している。
古代ローマでは、 electrum、sucinum (succinum)、glaesum、glesumなどと呼ばれていた。
ドイツ語で琥珀を指すベルンシュタイン（ドイツ語: Bernstein）はもとは中低ドイツ語、その後初期新高ドイツ語に受け継がれた語彙で、「燃える石」を意味する。これは可燃性である石であることから名づけられた。

## 分類
"amber"（琥珀）の定義は、分野や人によって違う。狭義にはサクシナイトだけに限定する者もいる:1002。しかし他の化石樹脂も"amber"と呼ばれることが多い。

### 鉱物学
1895年出版 A system of mineralogy 第6版（直訳: 『鉱物学体系』。ジェームズ・デーナ、エドワード・デーナ著）では、バルト海産に多い琥珀をサクシナイトと呼んだ。サクシナイトの特徴はコハク酸を多く含むことである:1003。これに対してコハク酸が少ない琥珀類似の物質は総称してレチナイトと呼ばれた。
20世紀末以降、琥珀は鉱物の分類からは除外されるようになった。1995年に国際鉱物学連合は原則として地質学的過程でできた物質だけを鉱物と定義し、サクシナイトは2024年時点の鉱物一覧表に含まれていない。1997年出版の Dana's new mineralogy（直訳: 『デーナの新鉱物学』）にも琥珀類は掲載されていない。

### 石炭組織学
石炭組織学（石炭岩石学）では、石炭中の微細な樹脂状の粒を resinite（レジニット、レジナイト）と呼ぶ。

### 植物化学
植物化学の分野では"amber"（琥珀）という用語は、広義に樹脂の化石全般を指すことがある。1996年発行の Amber, Resinite, and Fossil Resins では、"fossil resin"（化石樹脂）、"amber"（琥珀）、"resinite"（レジニット、レジナイト）という用語は特に区別せずに同じ物質を指し、「石炭層などの堆積物中の固体のdiscreteな有機物塊のうち、高等植物の樹脂を起源とするもの」と定義している:xii。
多くの琥珀の主成分はイソプレノイドの重合体（ポリマー）である。Andersonらは1990年代から、主成分の分子構造による分類体系を提唱した:
- クラスI：高分子構造が、ラブダノイド ジテルペンのポリマーになっているもの[16]。
  - クラスIa：ラブダノイドジテルペンがregular configuration（代表例はcommunic acidとcommunol）となっているクラスI化石樹脂のうちで、コハク酸が多いもの[16]。
  - クラスIb：ラブダノイドジテルペンがregular configuration（代表例はcommunic acidとcommunol）となっているクラスI化石樹脂のうちで、コハク酸を含まないもの[16]。
  - クラスIc：ラブダノイドジテルペンが、クラスIaやIbの光学異性体となっているもの[16]。
- クラスII：高分子構造が、二環式セスキテルペノイドのポリマーとなっているもの[16]。
- クラスIII：高分子構造が、ポリスチレンの形になっているもの[16]。
- クラスIV：non-polymer（非ポリマー）構造で、特にcedrane（セドラン）骨格のセスキテルペノイドを持つもの[16]。
- クラスV：非ポリマーのジテルペノイド酸で、特にアビエタン骨格、pimalane（ピマラン）骨格、iso-pimalane（イソピマラン）骨格のもの[16]。

この体系ではサクシナイトはクラスIaに分類される。

## 組成

### サクシナイト
succinite（サクシナイト）はバルト海に多い琥珀である:1003。別名、true amber（トルー・アンバー:477、真正琥珀）、Baltic amber（バルチック・アンバー:532、バルト海産の琥珀）。
化学的には、琥珀類は純物質ではなく混合物である:1002。サクシナイトは、一例ではエタノールに溶ける成分が20%から25%、残りは不溶な成分:1003。
乾留（熱分解）分析では、サクシナイトを250℃から300℃で加熱すると、水溶液、油状の琥珀油、結晶状の固体、および黒色の残留物である「琥珀ヤニ、琥珀ピッチ」が得られた。水溶液、油、結晶状固体はいずれもコハク酸を含んでおり、合計するとサクシナイト全重量の5%から8%がコハク酸であった。このことから、コハク酸が多いことがサクシナイトと呼ばれるための要件となった。
元素分析によるサクシナイトの実験式（含まれている元素の比率）は一般にC
10H
16O。この他に少量（質量比0.3%から0.5%）のイオウが含まれている例もある。後世の文献には、サクシナイトの化学式をC
10H
16O + H
2Sとしているものがある:52。しかしデーナの第6版では「イオウは有機硫黄化合物の形で含まれている」:1002、その引用元であるオットー・ヘルムの論文では「サクシナイトを乾留したら炭酸ガスと硫化水素ガスも発生した」:192のであって、どちらも硫化水素(H
2S)が含まれているとは言っていない。
サクシナイトはバルト海沿岸以外にイングランドなどでも産出する:1003。また、バルト海産の琥珀類であっても、サクシナイト以外のものもある:1004。

### レチナイト
鉱物学で、コハク酸が少ない琥珀類似の物質は総称して retinite（レチナイト）と呼ぶ。琥珀類は試料ごとに特性が皆違う。そのためエドワード・デーナは、個々に鉱物名をつけてもきりがなくて無駄だとして、サクシナイト以外のものをレチナイトと総称した。
日本の久慈産の薫陸は、コハク酸の含有量が少ないことからレチナイトの一種に分類された。「レチナイト」を「薫陸」の同義語のように説明している例があるが、「レチナイト」は総称なので、薫陸とは組成が全く違うレチナイトもある。

## 成り立ち
まず、樹液に含まれるテルペンが短期間で重合により硬化して天然樹脂になる:1690。その後長い時間を経るうちに蒸発、さらなる重合、架橋、異性化などの化学変化により琥珀となる:1690。
もっとも古い琥珀は、上部石炭紀の地層の物とされている。

## 琥珀の利用

### 装飾
ネックレス、ペンダント、ネクタイピン、 ボタンやカフリンクス、指輪などの装身具に利用されることが多い。人類における琥珀の利用は旧石器時代にまでさかのぼり、北海道の「湯の里4遺跡」、「柏台1遺跡」出土の琥珀玉（穴があり、加工されている）はいずれも2万年前の遺物とされ、アジア最古の出土（使用）例となっている（ゆえに真珠や翡翠と並び「人類が最初に使用した宝石」とも言われる）。また、ヴァイオリンの弓の高級なものでは、フロッグと呼ばれる部品に用いられることがある。宝石のトリートメントとして、小片を加熱圧縮形成したアンブロイド、熱や放射線等によって着色する処理も行われている。
ロシアの琥珀なら宝飾品に使われるのは三割程度と言われ、宝飾品にならない物が工業用として成分を抽出して使われる。

### ニス
熱で分解した琥珀の残留物をテレビン油またはアマニ油に溶解させると、「琥珀ニス、琥珀ラッカー」ができ、木材の表面保護と艶出しに使える。

### 薬用
その他の利用法として、漢方医学で用いられることがあったという。
南北朝時代の医学者陶弘景は、著書『名医別録』の中で、琥珀の効能について「一に去驚定神、二に活血散淤、三に利尿通淋」（精神を安定させ、滞る血液を流し、排尿障害を改善するとの意）と著している。
ポーランドのグダンスク地方では琥珀を酒に浸し、琥珀を取り出して飲んでいる。

### 古生物学

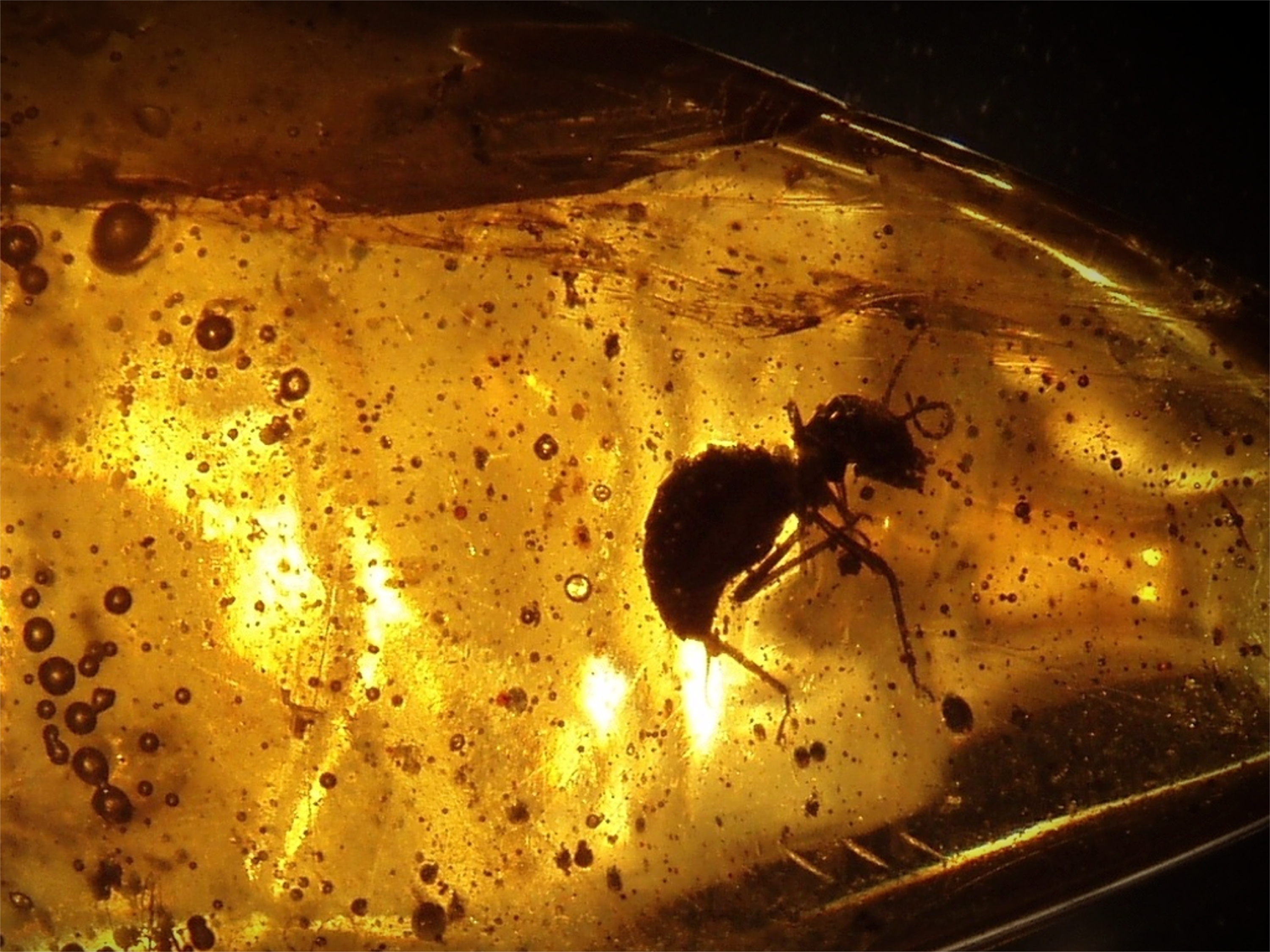
「アリ入り」琥珀

樹脂の粘性に囚われた小生物（ハエ、アリ、クモ、トカゲなど）や、毛や羽、植物の葉、古代の水や空気（気泡）が混入していることがある。特に虫を内包したものを一般に「虫入り琥珀」と呼ぶ。昆虫やクモ類などは、通常の化石と比較すると、はるかにきれいに保存されることから、化石資料としてきわめて有用である。
小説『ジュラシックパーク』のフィクションの設定は、琥珀内の蚊から恐竜の血とDNAを取り出して復元するというもので、作品発表当時のバイオテクノロジーで実際にシロアリでできたという事例がアイデア元となっている。ただし、数千万年前ともなると琥珀に閉じ込められた生体片のDNAを復元することは実際には不可能である。
市販の「虫入り琥珀」については、本物偽物も交えて、偽物には精巧稚拙いろいろある。年代の浅い生物入りのコーパルをあえて琥珀の名称で売っているもの、コーパルなどを溶解させ現生の昆虫の死骸などを封入した模造品、樹脂で作った偽物、3Dプリント製など。
- ビルマ琥珀（英語版）は、ビルマ琥珀の古代生物相（英語版）などの古生物を内包した琥珀が発掘される。しかし、2020年のオクルデンタビスの記載を皮切りに、ミャンマー内戦の資金源になっている可能性や過酷な採掘環境などの問題が大体的に報道されるようになり[35]、一部出版社はビルマ軍が採掘地を占領した2017年以降に採掘された琥珀に関する論文の出版を一時停止することを勧告した[36][37]。
- 特にレバノン周辺で見つかる琥珀は Lebanese amber（英語版）と呼ばれる。
- 岩手県久慈市の琥珀からは、約9000万年前の恐竜の歯化石や、カメ類やワニ類の骨格など30種類前後の脊椎動物化石が発見されている。2024年6月時点で3000点以上見つかっている。虫入り琥珀は200点以上見つかっている[38]。

### 香料
特定の条件で琥珀を燃やした時に松木を燃やしたような香りがするが、近年の琥珀の香りと呼ばれるものは、人工的に再現された香が特許として取得され使用されている。
それとは別に、近年のアンバーと呼ばれる香には、アンバーグリスを再現したものも指している。このアンバーグリスは、琥珀と同様に浜に打ち上げられたマッコウクジラの結石である。
琥珀と似たような香木には、同様に樹脂の化石である薫陸というのも存在するがコハク酸を含まない。

## 産地

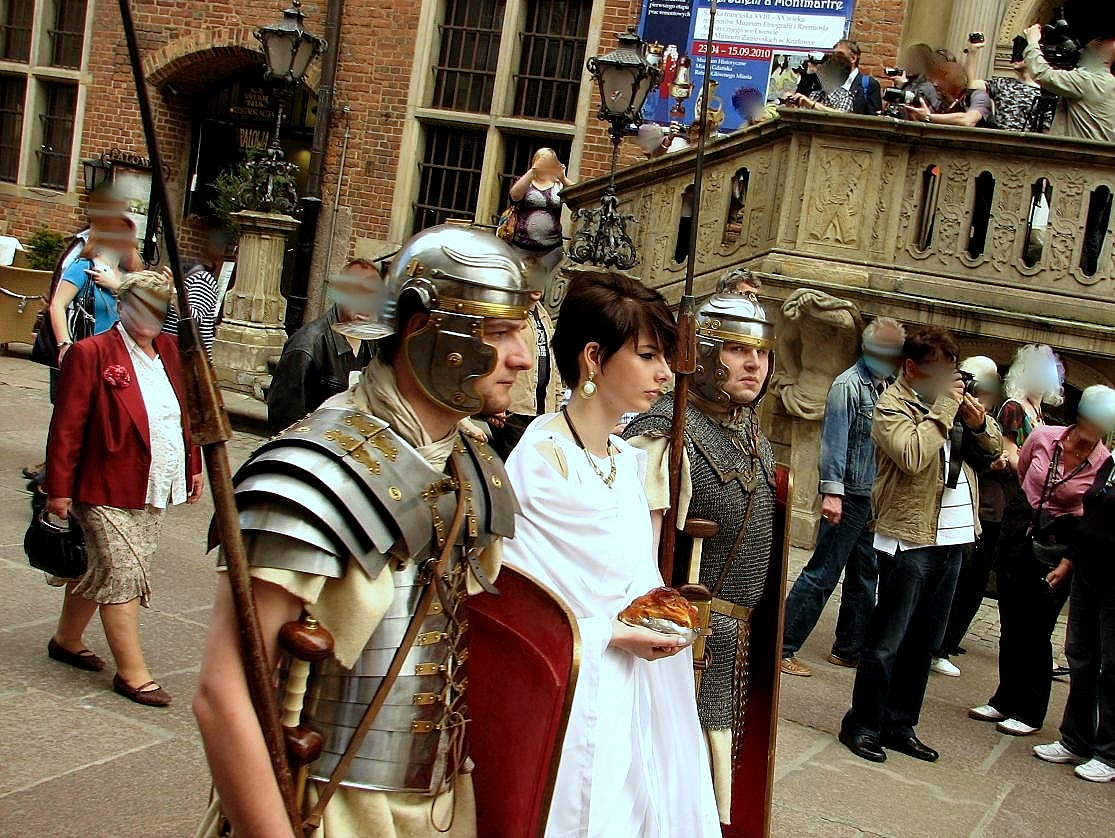
ポーランド、グダニスク琥珀製造業者組合のパレード

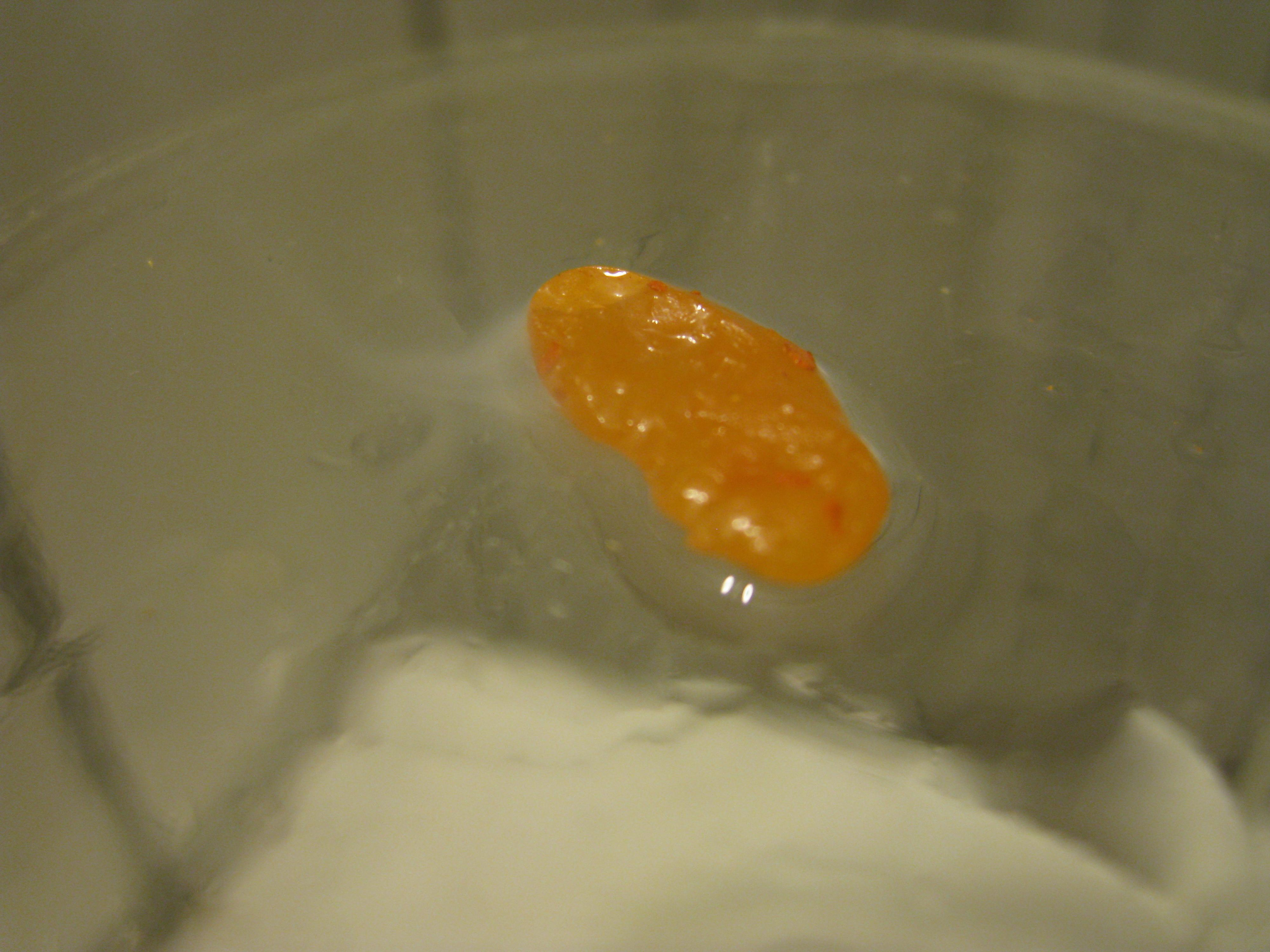
白リン（表面は日光によって赤リン化）

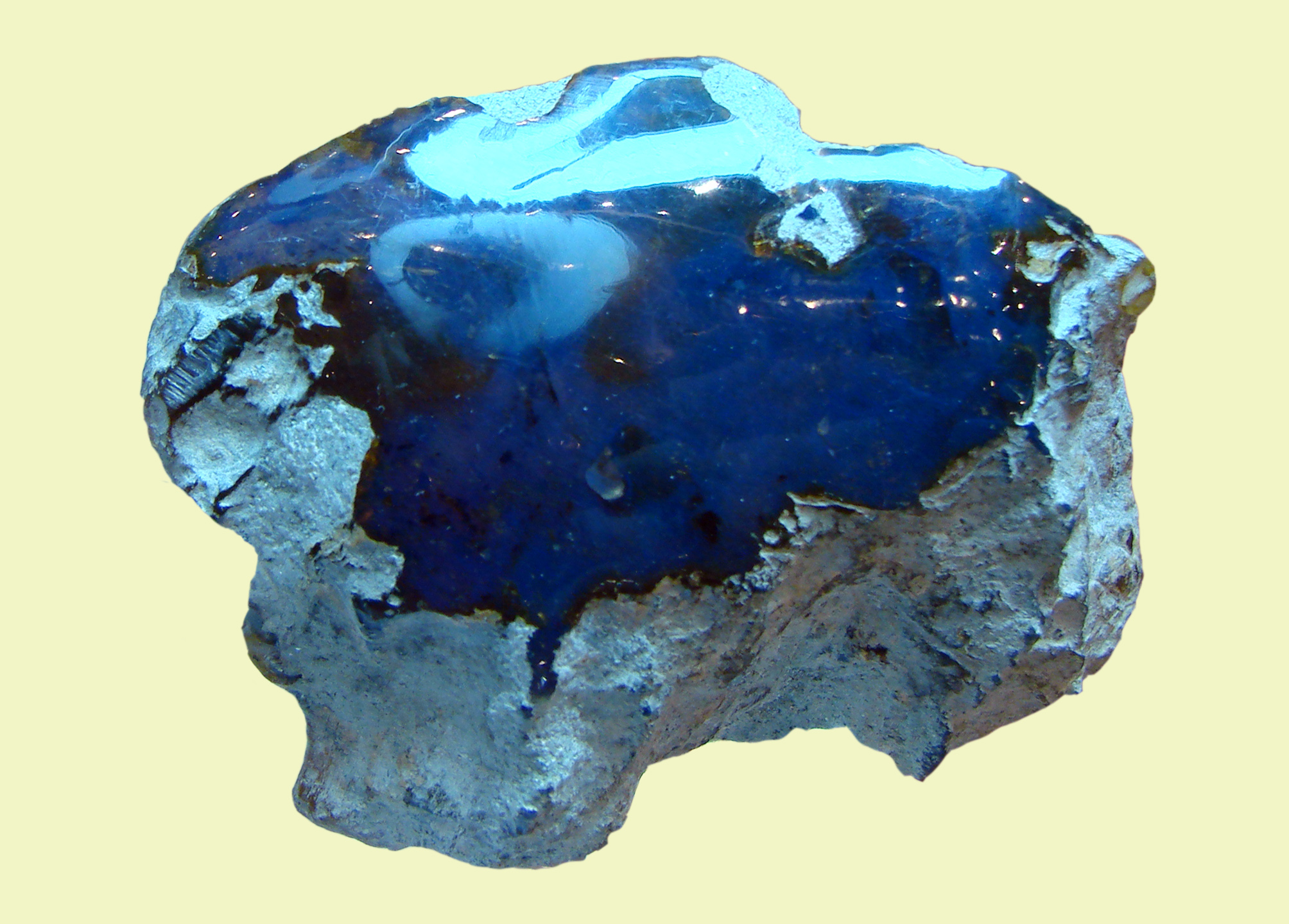
ドミニカ産のブルーアンバー。青い波長のない光の下では普通の琥珀に見えるが、太陽光では青く見える。

産地だけなら世界中にあるが、産地のほとんどは海岸近くであり、比重が真水より重く海水より軽いことから荒天時に海岸に流れ着いた結果ともされる。質と量が充実しているのはバルト海沿岸地域とドミニカ共和国。日本では岩手県久慈市で、質は良く、量は世界スケールで見れば少ない。
バルト海沿岸のプロイセンに相当する地域である、ポーランドのポモージェ県グダニスク沿岸とロシア連邦のカリーニングラード州が世界一の産地となっており、ポーランド・グダニスク沿岸とカリーニングラード州だけで世界の琥珀の85%を産出し、その他でも、リトアニア共和国、ラトビア共和国など大半がバルト海の南岸・東岸地域である。
琥珀ができた年代は、それぞれの産地でことなり、久慈市で産するものは約9,000万年から8,600万年前の白亜紀のもので、バルト海のものは約5,000万年‐4,000万年前、ドミニカ産のものは約3,800万年‐2,400万年前の琥珀となる。
琥珀の道
産地であるバルト海沿岸を中心に、琥珀の交易路が整備された。この交易路は琥珀の道（琥珀街道）という名称が付けられた。
ポーランド

ポーランドは琥珀の生産において圧倒的な世界一を誇り、世界の琥珀産業の80%がグダニスク市にあり、世界の純正琥珀製品のほとんどがこのグダニスク地方で製造される。
毎年、グダニスクでは国際宝飾展 AMBERMART が催される。また、琥珀博物館も建てられている。
※注意
バルト海沿岸では、第二次世界大戦に使われた白リン弾から白リンが漏出し、琥珀と間違えて火傷を負う事故が起きている。白リンは海中では発火しないが、人体に接触すると発火発熱するため、注意が呼びかけられている。
アジア
日本の岩手県久慈市近辺。他には福島県いわき市や千葉県銚子市などで産出される。
中国各地やミャンマー。インドネシアでは青色の琥珀も見つかっている。

中央アメリカ
ドミニカ共和国、メキシコ合衆国。ドミニカ産琥珀には、歴史が新しめの熱帯林由来であるため虫や小型爬虫類などが入っている場合が多く、赤や黄色を帯びているものもあるが、有機物質のペリレン由来の青色も存在する。

## 人類との関わりの歴史
欧州では18世紀頃までは海洋起源の鉱物だと考えられていた。海に沈んで上ってくる太陽のかけらや、人魚の涙が石となり、海岸に打ち上げられたのだと広く信じられていた。琥珀と黄金の二宝石は、太陽の化身と特別視された。その一方で、紀元1世紀ローマの大プリニウスの著書『博物誌』には既に植物起源と知られていたことが記されている。
琥珀を擦ると布などを吸い寄せる摩擦帯電の性質を持つことは今日では有名であるが、歴史上最初に琥珀の摩擦帯電に言及をしたとされている人物は、現在は紀元前7世紀の哲学者タレスとされている。
琥珀の蒸留物である琥珀油は、12世紀に知られていた。1546年にゲオルク・アグリコラは、コハク酸を発見した。古代ローマの博物学者プリニウスは、既に琥珀が石化した樹脂であることを論じていたが、その証明は18世紀のロシアの化学者ミハイル・ロモノーソフによってなされた。1829年にイェンス・ベルセリウスは、現代的な手法で化学分析を行い琥珀が可溶性および不溶性成分からなることを発見した。

## 琥珀色
琥珀様の色、透明感のある黄褐色や黄金色、黄色寄りのオレンジ色などを琥珀色または英語にならってアンバー（英: amber）と称し、ウイスキーの色あいなどに詩情を込める表現で用いられる。また、方向指示器の黄橙色などもアンバーと称する事例も見られる。
英語では、純色のうちオレンジ色と黄色の中間に当たる色（黄橙色、黄金色っぽい黄色)）や交通信号機の黄信号を amber と表現する場合がある。
JIS慣用色名は #C67400（●）の色を「こはく色」としている。
なお、JIS慣用色名や絵の具の色名などでアンバーを冠する「アンバー」「バーント・アンバー」「ロー・アンバー」等は、土壌由来の顔料「アンバー（英: umber）」に由来する茶系の色で、英単語としても別語である。